# Itchan Kala
Itchan Kala, (üzbég nyelven: Ichan-Qal'а) Üzbegisztánban, Xiva fallal körülvett történelmi óvárosa. 1990 óta a világörökség része. A 10 méter körüli magasságú téglafalakkal körülvett belváros a régi Xiva oázisban található, a hely a karavánok utolsó pihenőhelye volt, mielőtt a sivatagon átjutottak Iránba. 

## Fekvése
Üzbegisztán nyugati részén, Horemz tartományban fekszik a türkmén határ közelében

## Története

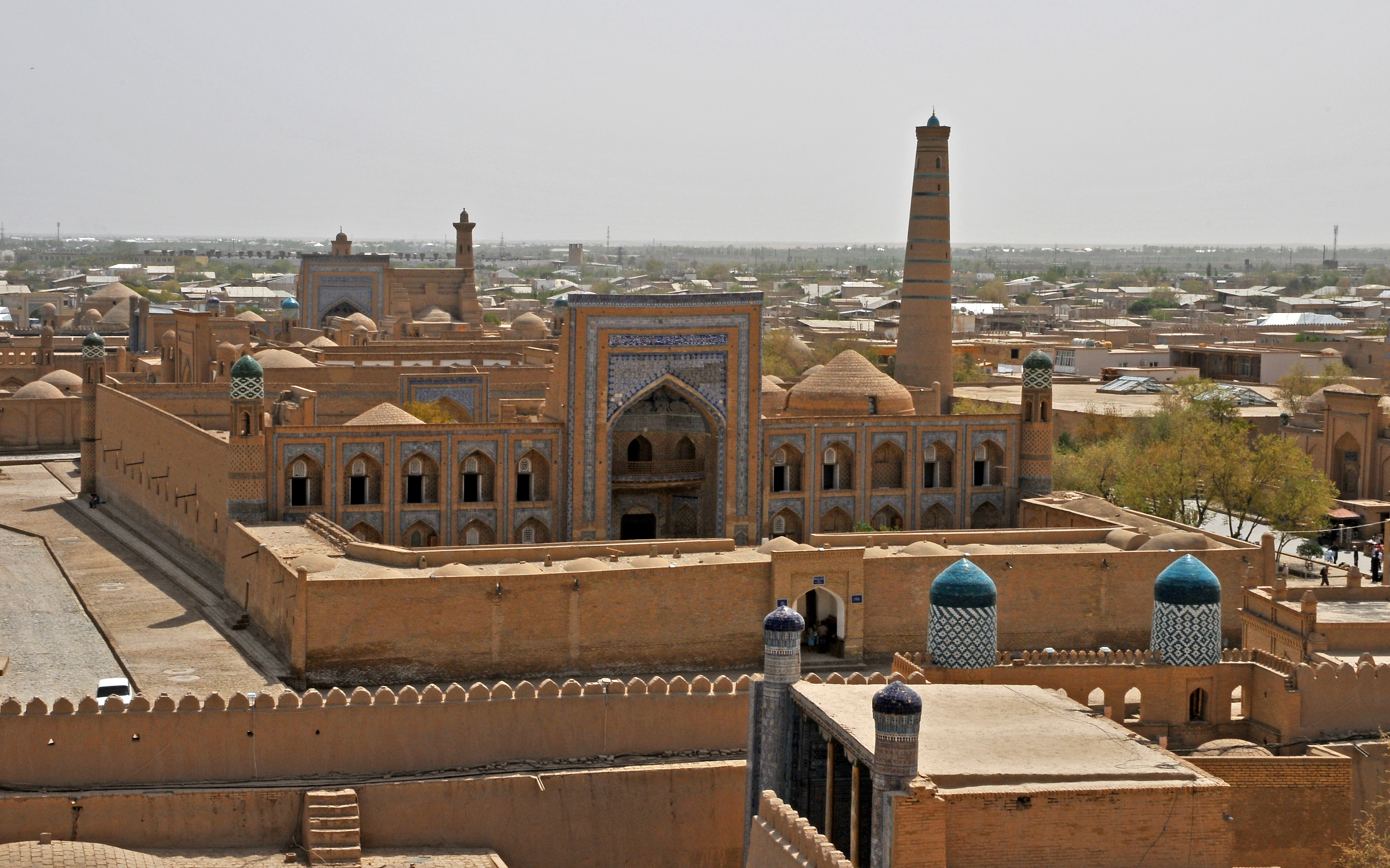
Itchan Kala látképe

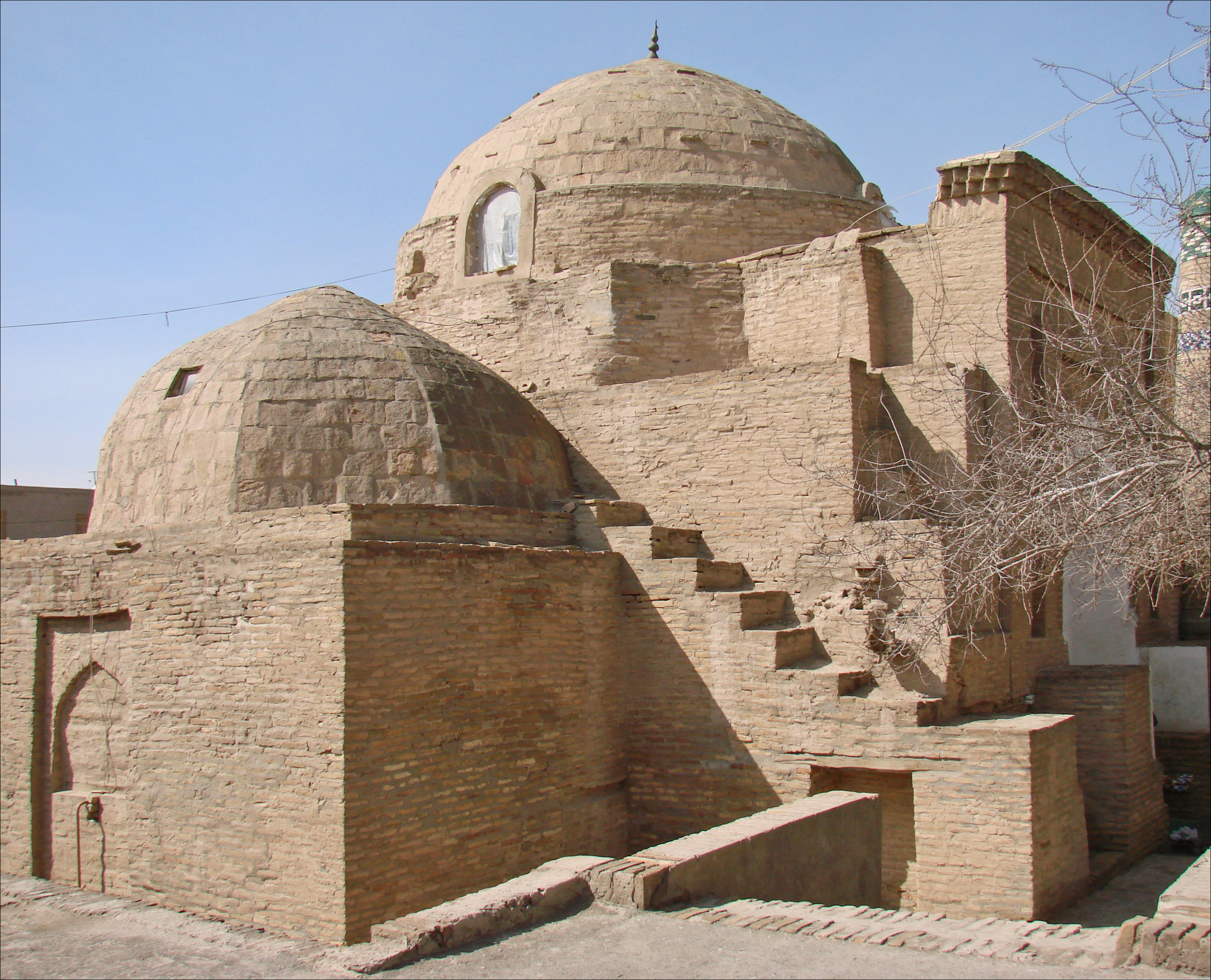
Said Alauddin mauzóleuma

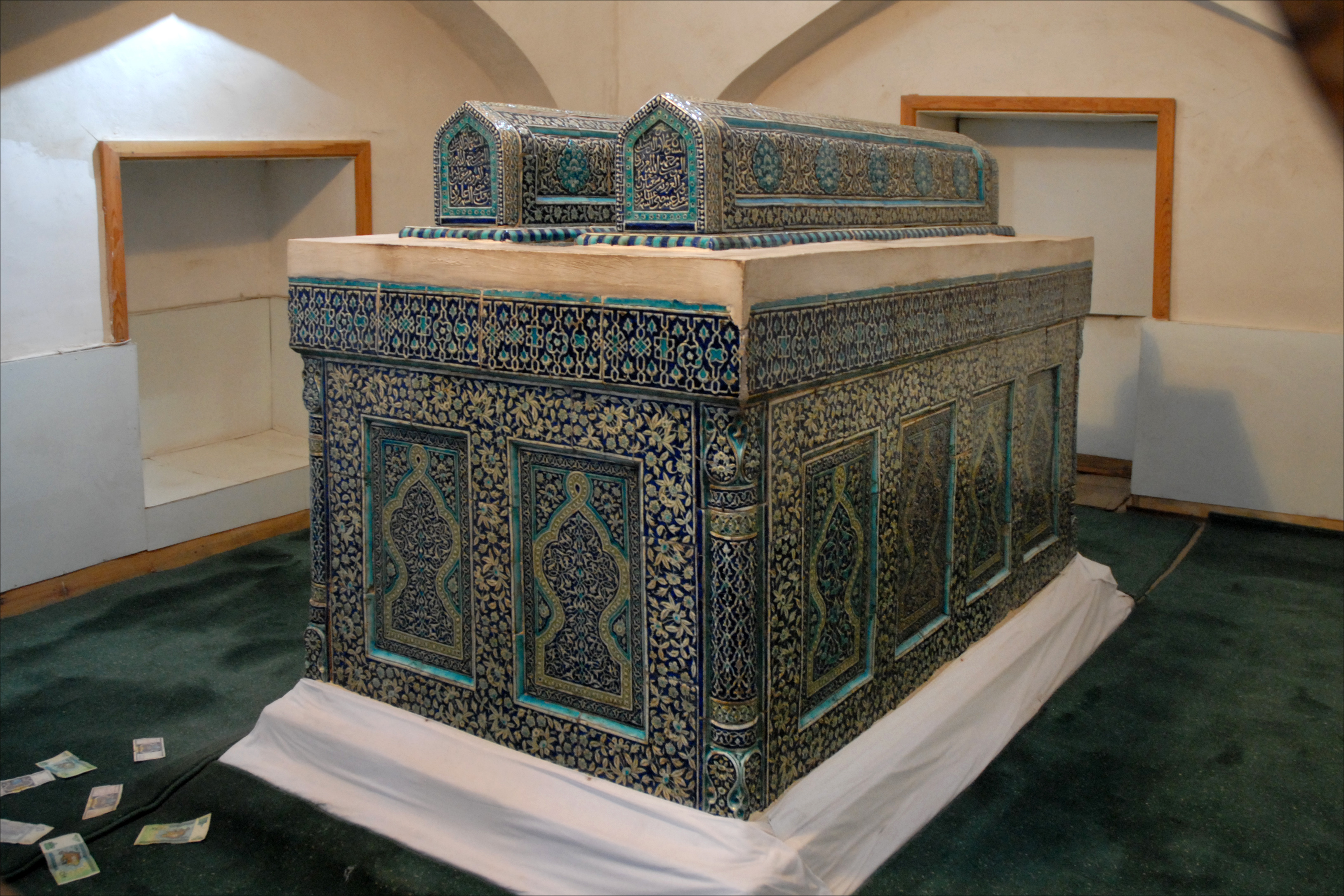
Said Alauddin mauzóleuma belülről

Az Itchan Kala története két évezreden át követhető. A Xiva belvárosában 26 hektáron fekvő, tíz méter magas fallal védett városrész máig megmaradt épületei a közép-ázsiai iszlám építészet klasszikus példáinak tekinthetők és magas művészi színvonalat képviselnek. Itchan Kala a közép-ázsiai városépítés ősi hagyományainak megfelelően épült egy szabályos téglalap (650x400 méter) alakú területen, amely délről északra nyúlik és tíz méter magas tégla erődítményfalak zárják be.
Itchan Kala igazi értékét nem egyéni épületei, hanem sikátorainak, medreszéinek, mauzóleumainak, minaretjeinek és mecseteinek összessége adja. 
A viszonylag egységes óváros összképét, homokszínű épületek és csillogó színes kerámiával díszített kupolák és minaretek jellemzik. A városközpont legfontosabb épületei a Dzsuma mecset, mauzóleumok és medreszék, valamint két 19. századi palota. 

Itchan Kala látképe

Itchan Kala jellegzetes épülete az Amin Kán-medresze előtt álló befejezetlen, eredetileg 70 méteresre tervezett, kerámiával díszített, 28 méter magas Kalta Minor-minaret. A városfal mellett álló erőd és a hajdani uralkodói rezidencia a 17. században épült, a 19. század elején épült új uralkodói székhely a város másik végében kapott helyet.

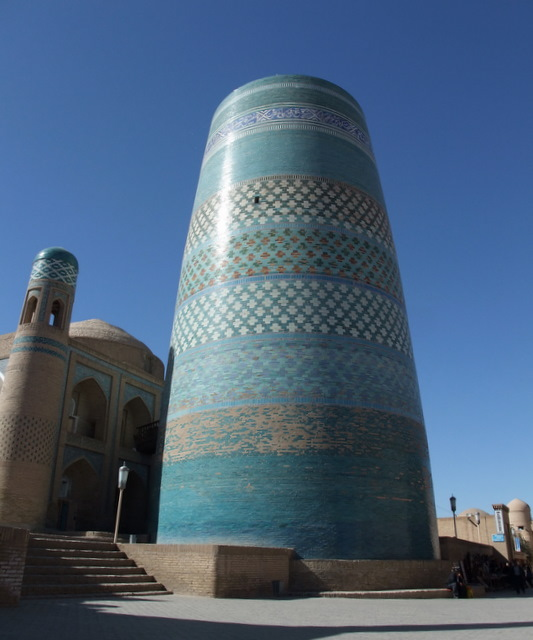
Kalta Minor minaret

A terület 51 ősi műemléképület és 250 lakás helyszíne, és olyan figyelemre méltó típusú építészeti együttesek találhatók itt, mint a Djuma-mecset, az Oq-mecset, az Alla-Kulli-Khan madrasai, Muhammad Rakhimkhon, Pahlavon Mahmoud mauzóleumai, Sayid Allavuddin, Shergozikhon, valamint a karavánszeráj és a piacok, melyek kiváló példák Közép-Ázsia iszlám építészetére. 
Itchan Kala építészeti örökségének a közép-ázsiai építészet történetében betöltött helyét nem csak a fennmaradt építészeti emlékek bősége határozza meg, hanem az is, hogy a khorezmi építőmesterek egyedülállóan járulnak hozzá a közép-ázsiai építészethez és klasszikus hagyományainak megőrzéséhez. Xiva hazai építészete - annak zárt házaival, udvaraikkal, szobáival,  finoman faragott faoszlopaival - szintén fontos tulajdonsága a területnek, amelyen tanulmányozni lehet a 18. és 20. század változásait.
Az Itchan Kala kiemelkedő tulajdonságai azonban nemcsak az egyes műemlékekből származnak, hanem a terület összehasonlíthatatlan városi összetételéből és annak harmóniájából, amellyel a 19. század főbb építményeit illesztették bele a hagyományos szerkezetbe.

## Nevezetességek

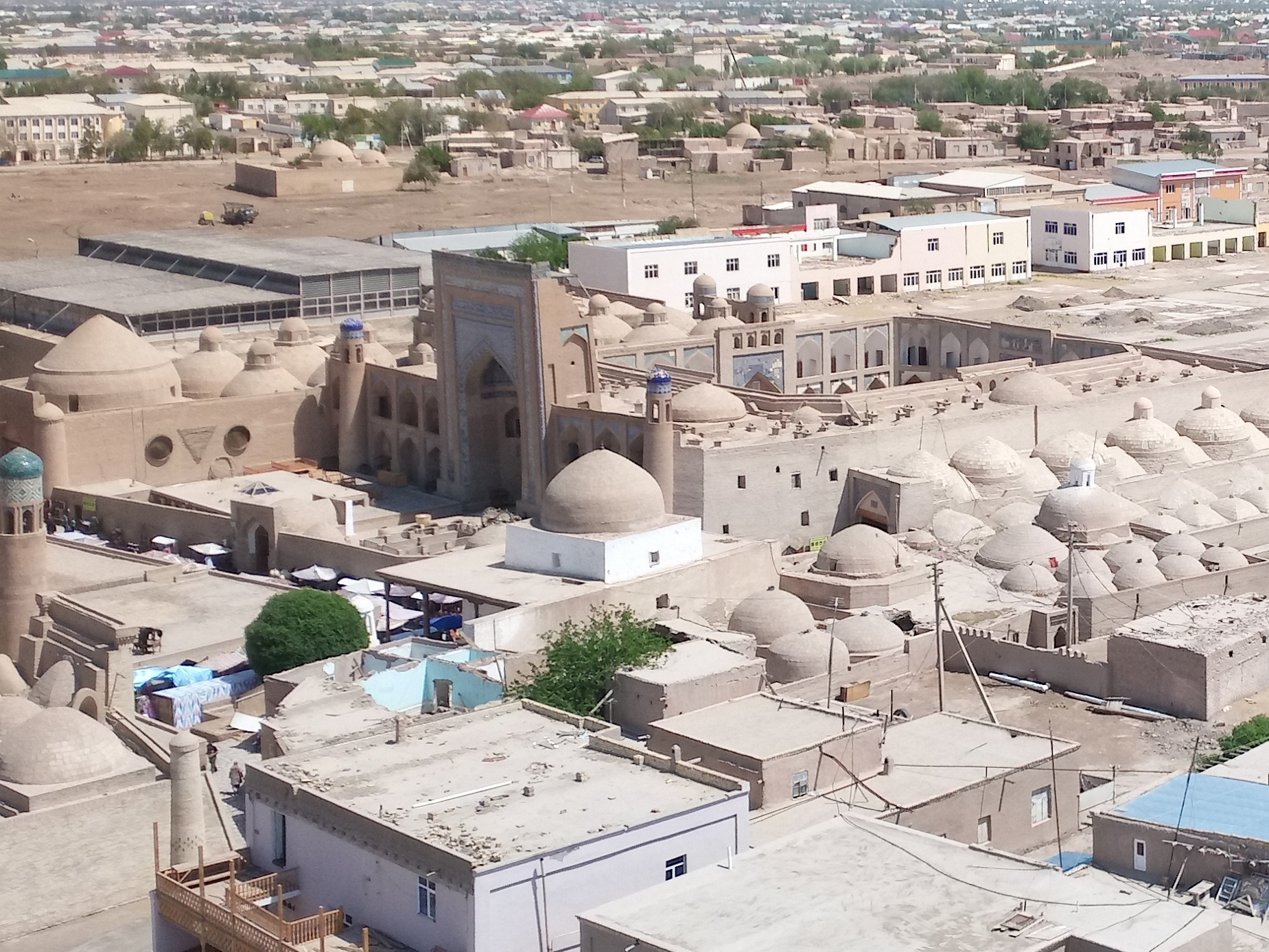
Alla Kuli Kán Medrese

- Djuma mecset - egy fedett udvarral rendelkező mecset, amelyet Közép-Ázsia egyenlőtlen éghajlatához terveztek, egyedülálló arányában és belső méretének felépítésében (55 x 46 m), két nyolcszögletű lámpával gyengén megvilágítva és 212 oszloppal díszítve. A madraszahák egyszerű dekorációval díszatettek, és a Közép-Ázsiára jellemző iszlám építészet egyes tipusait alkotják.

- Kalta Minor-minaret

- Oq-mecset

- Alla-Kulli-Khan madrasai

- Muhammad Aminkhon mauzóleum

- Muhammad Rakhimkhon mauzóleum

- Pahlavon Mahmoud mauzóleum

- Karavánszeráj

## Galéria

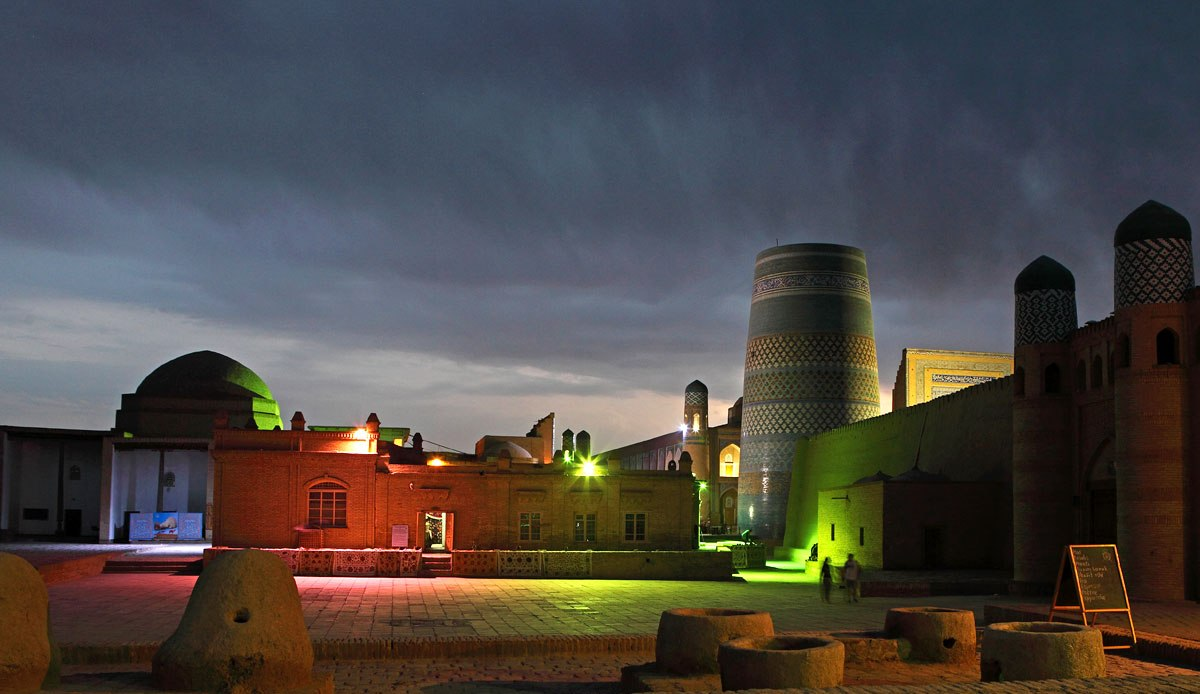
Xiva éjszakai fényben
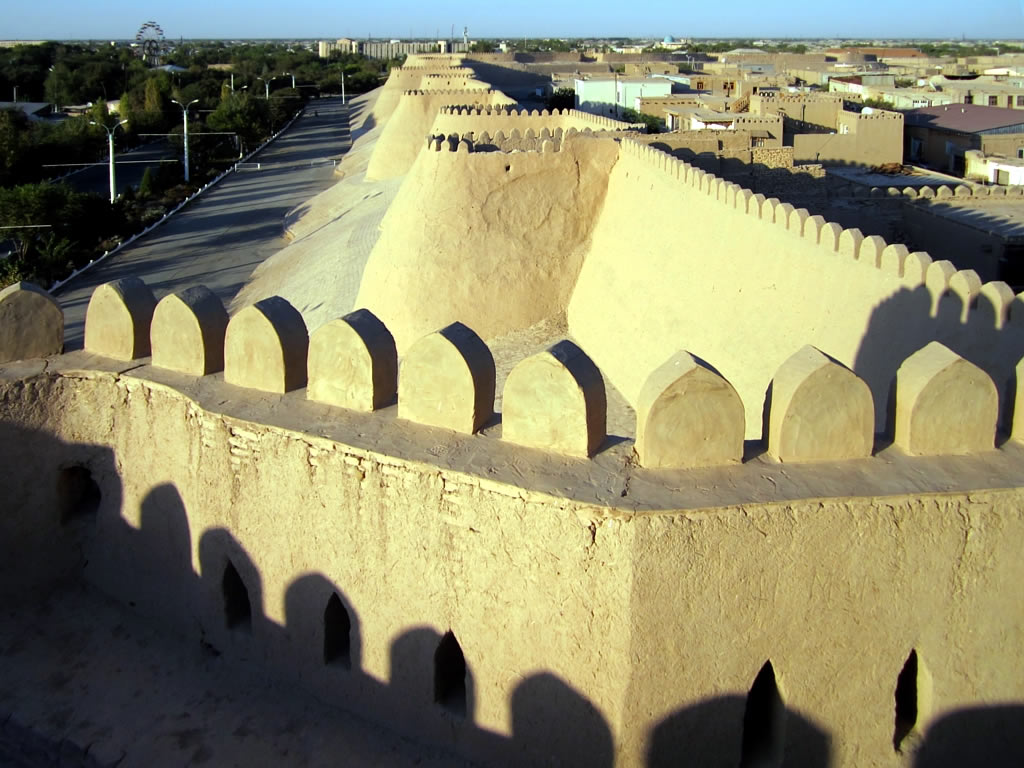
Ichan-kala falai
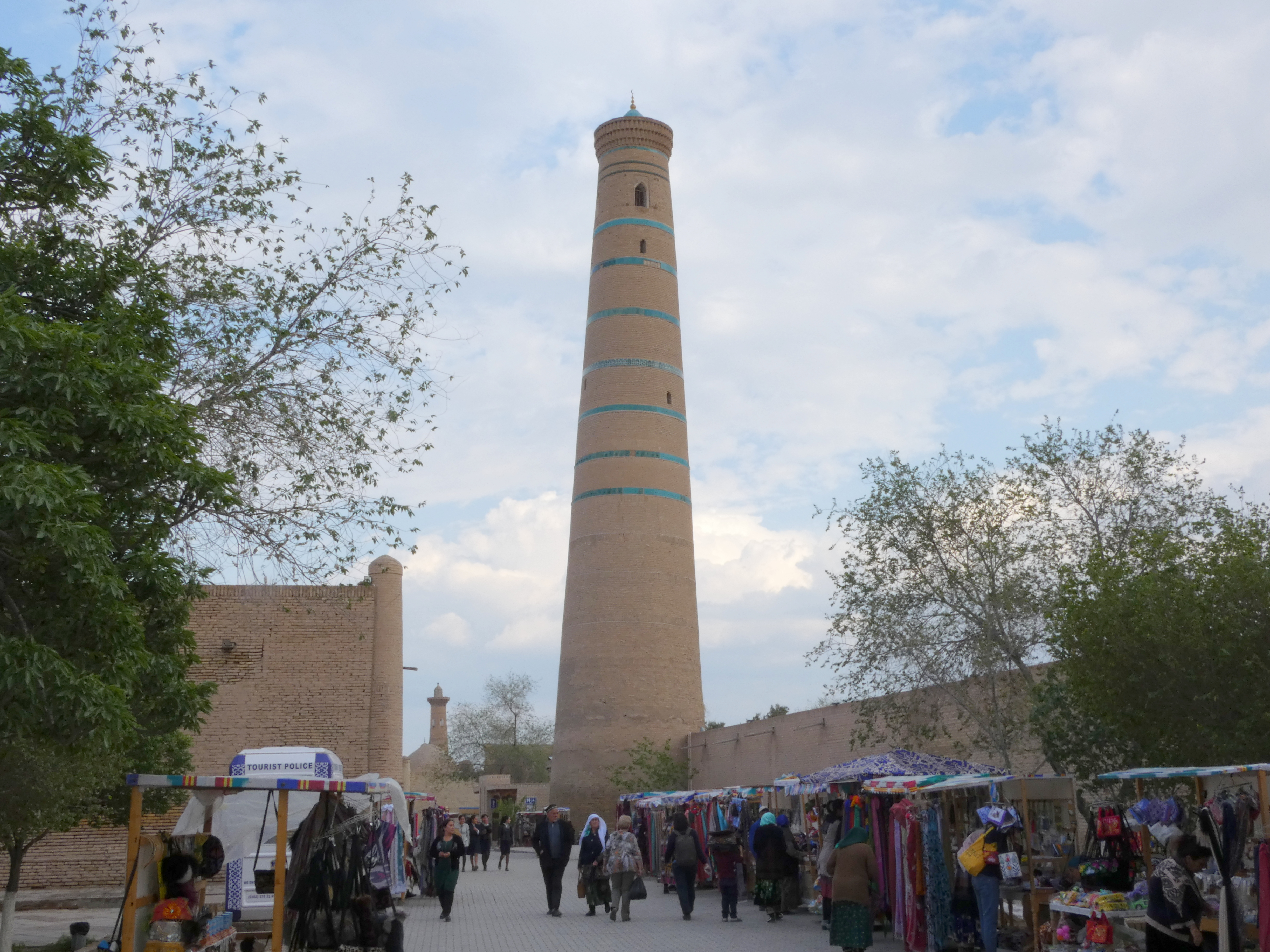
Dschuma Moschee minarett
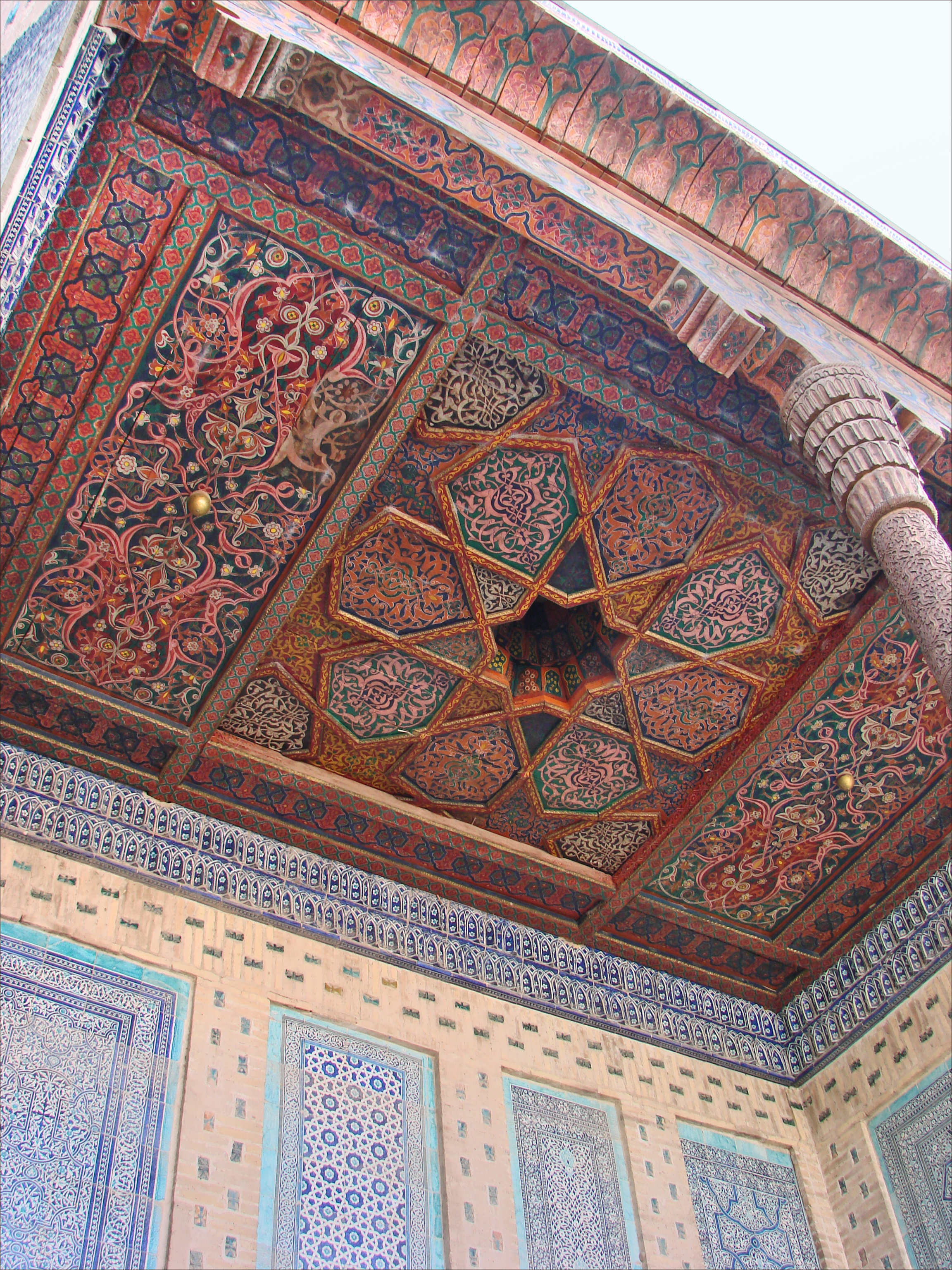
A hárem mennyezetének részlete
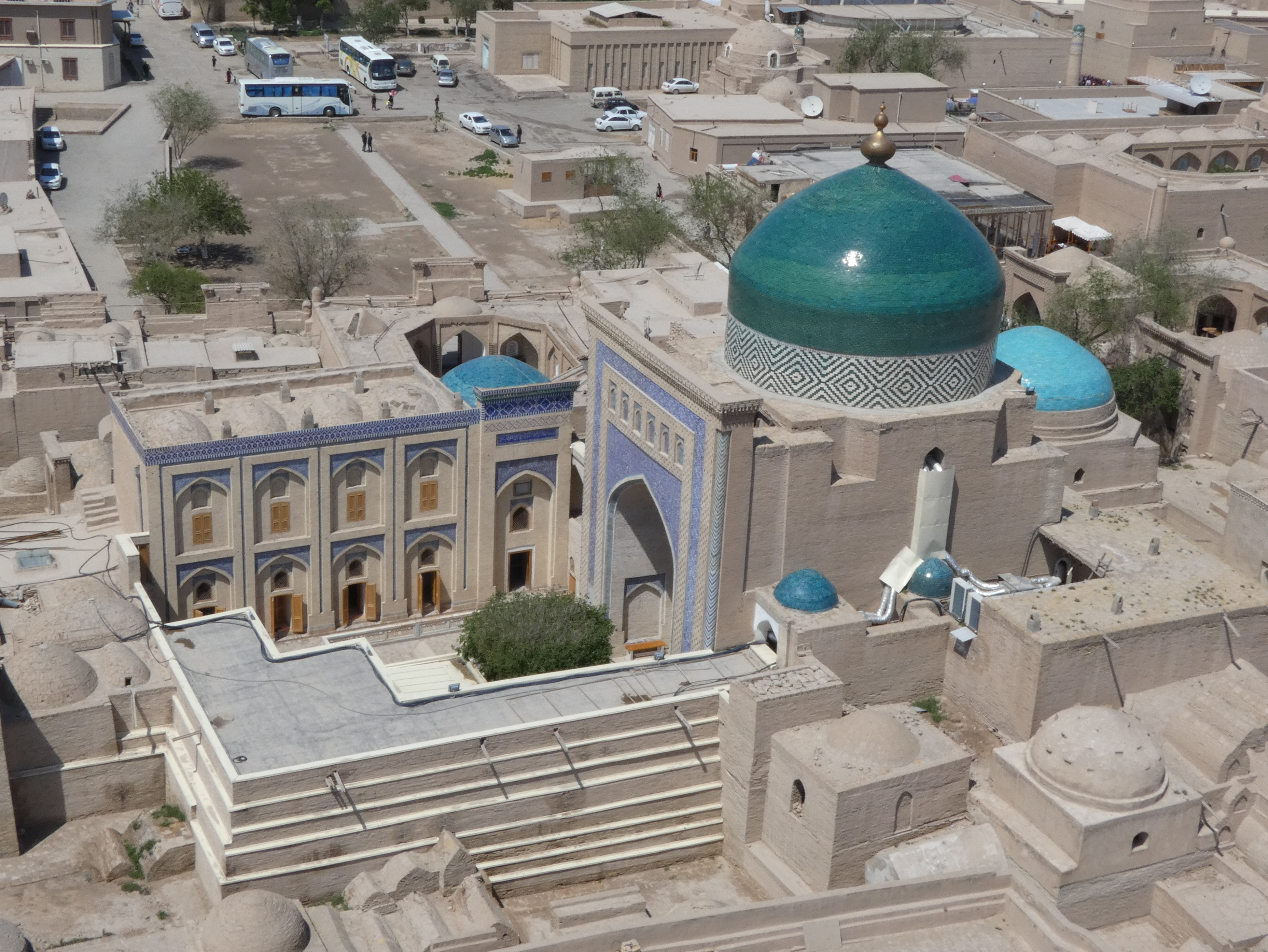
Pahlawan Mahmud mauzóleum
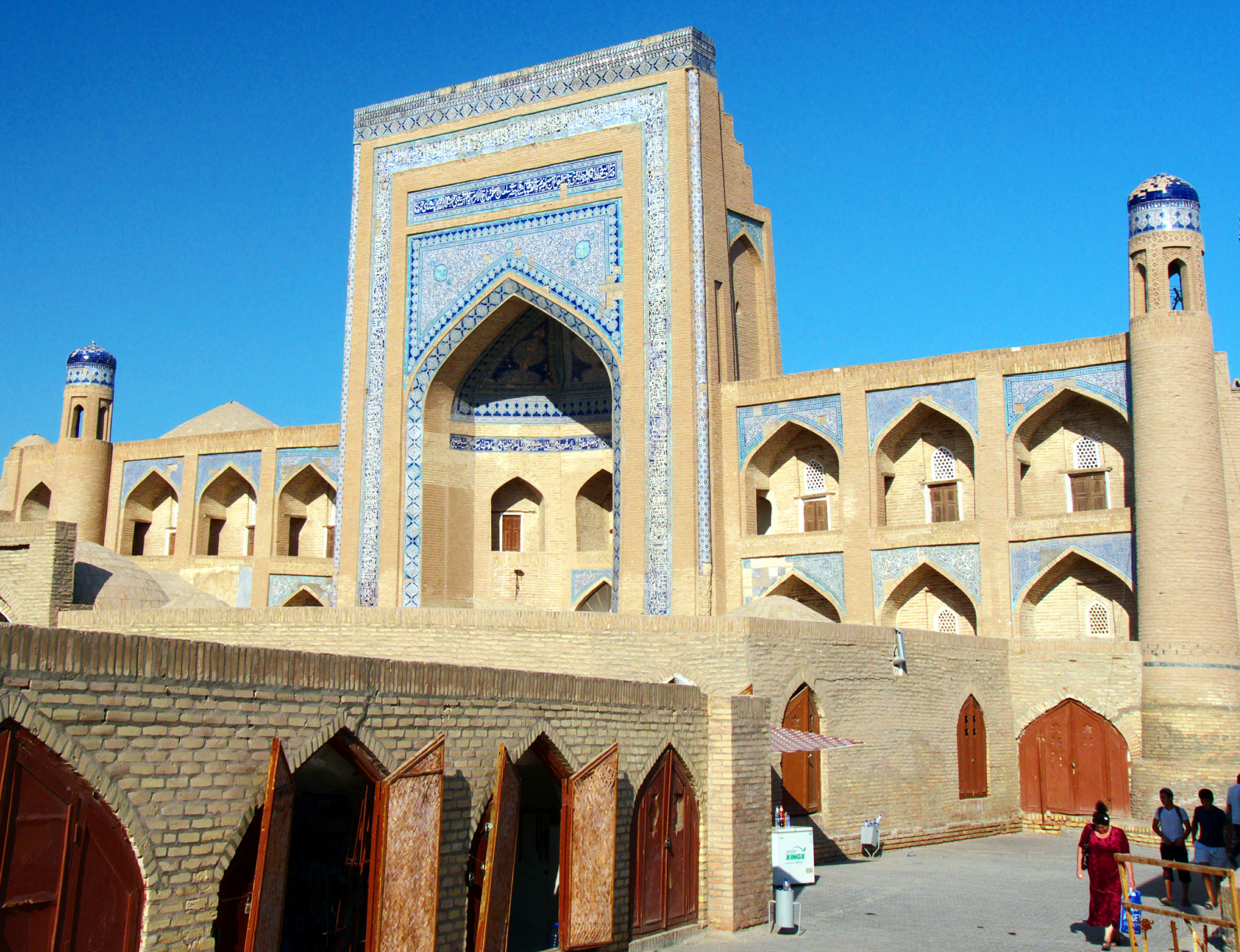
Allah Kuli Khan Madrassah
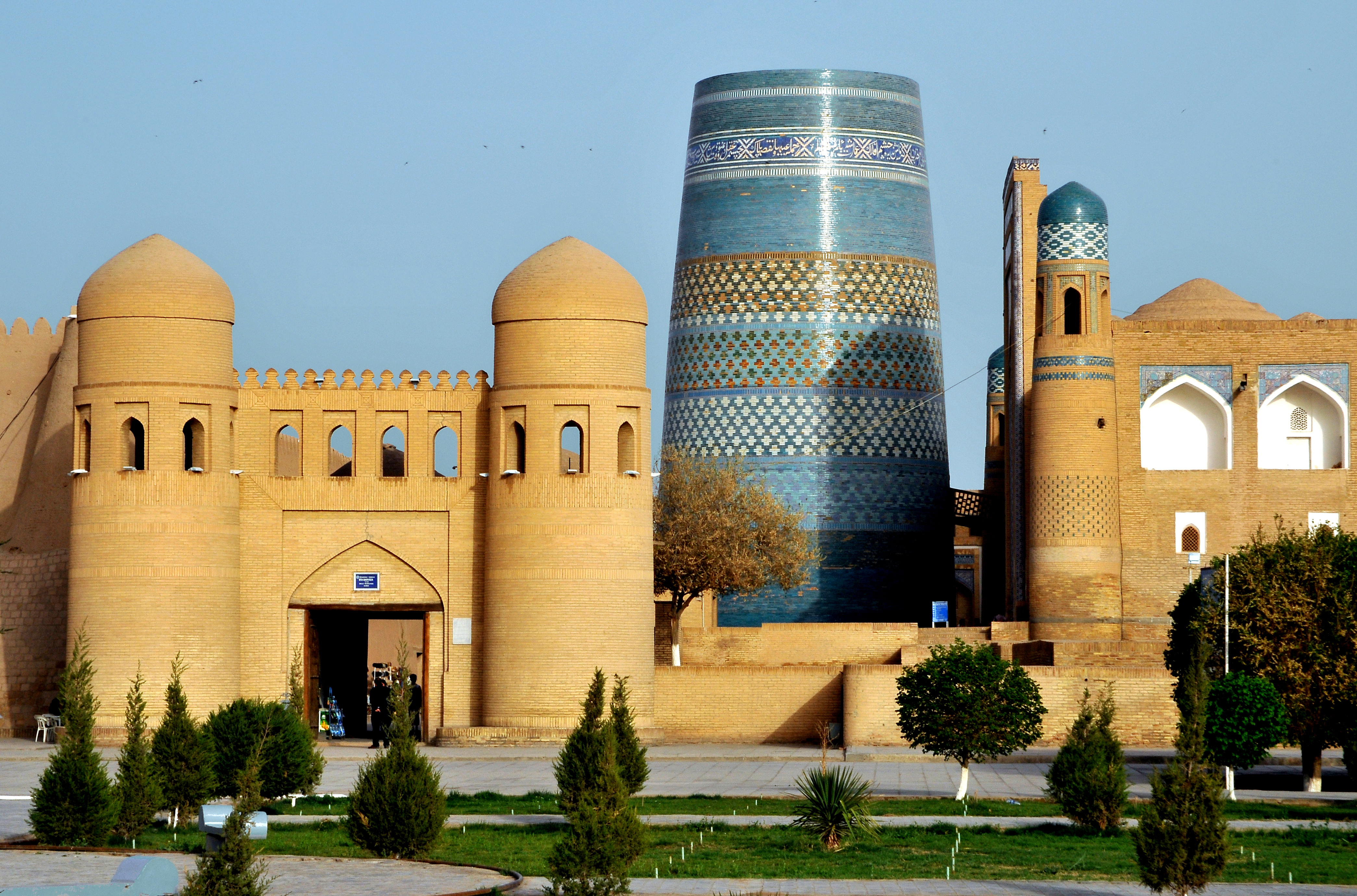
Kalta Minor
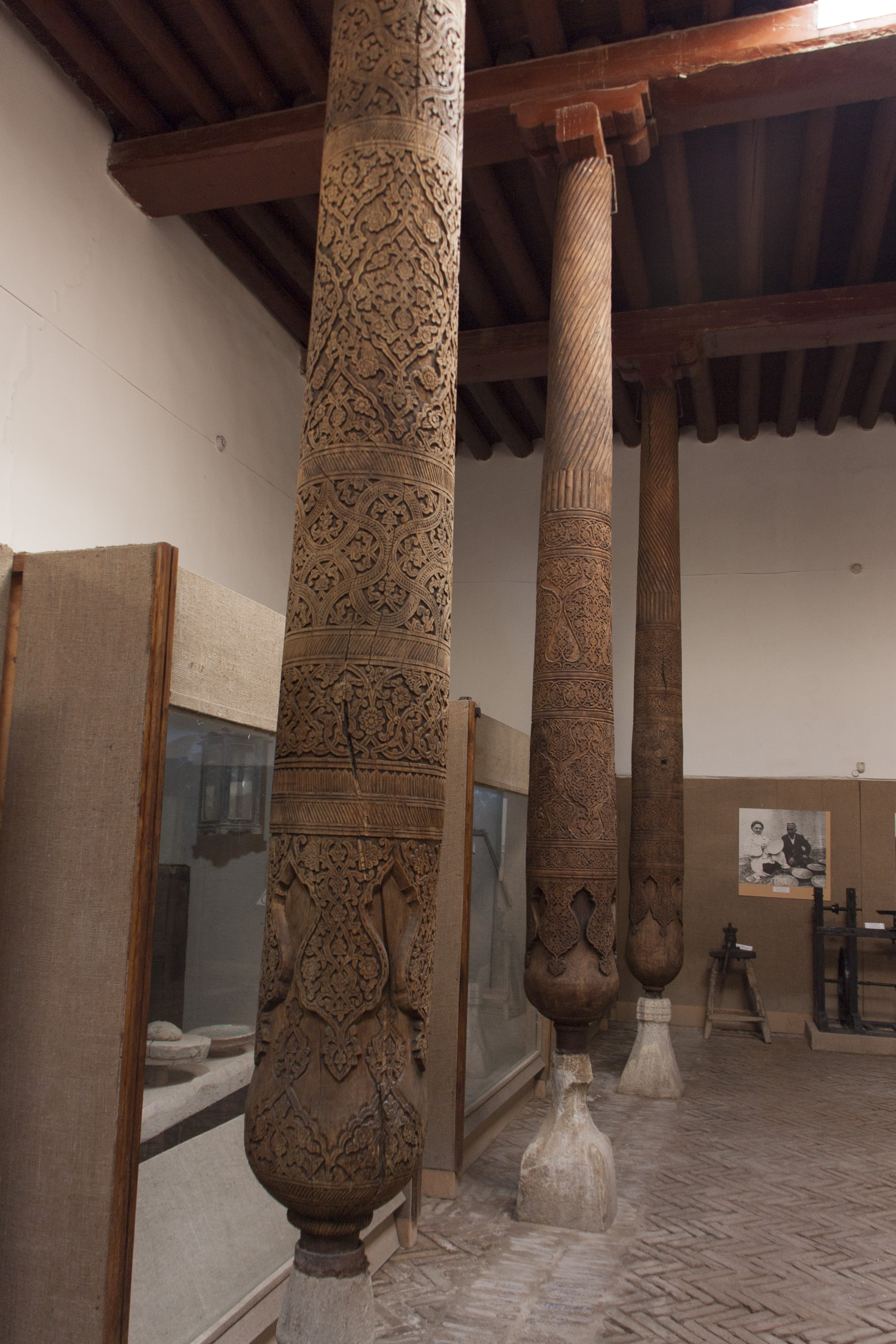
Tach Khaouli museum
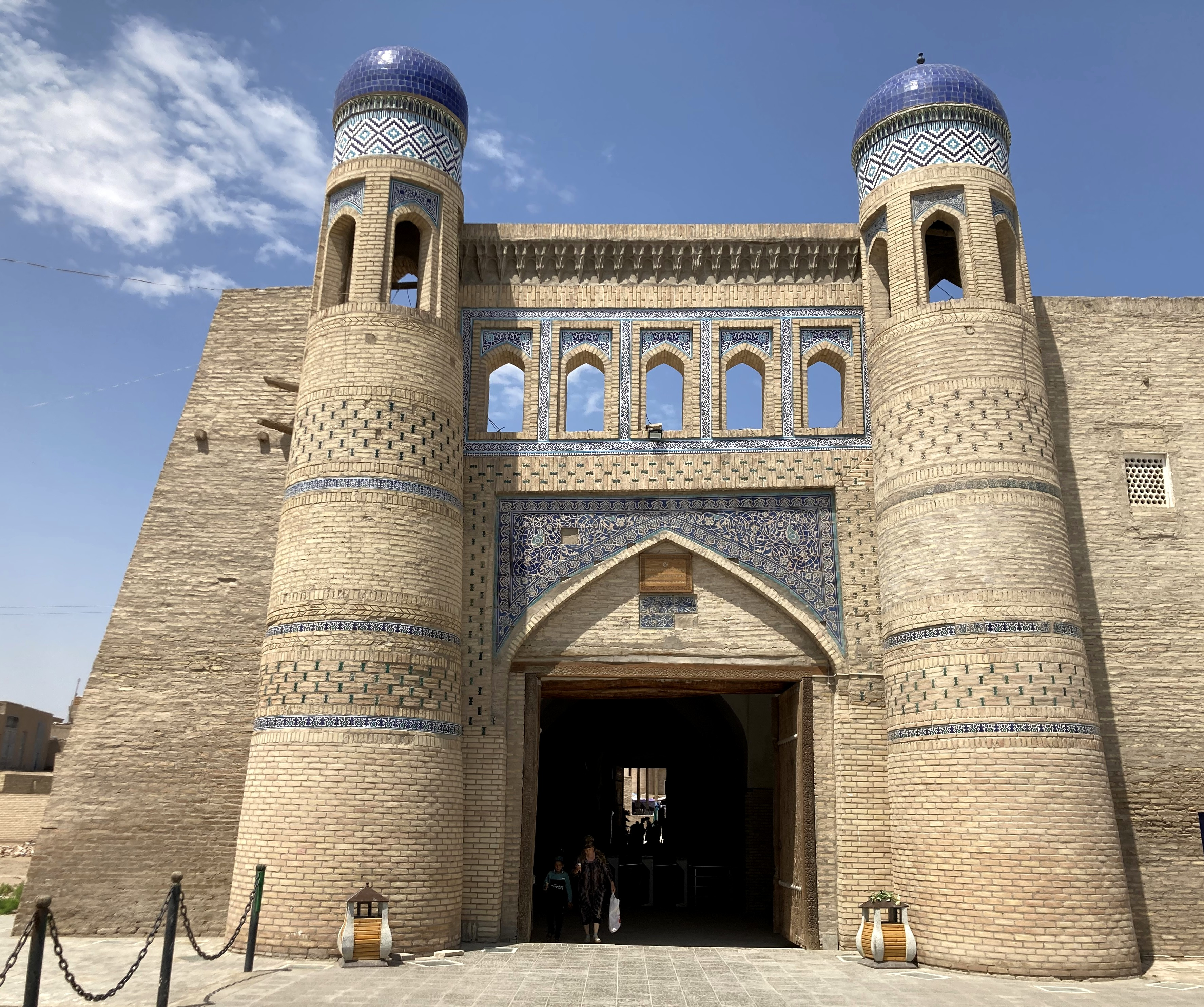
A keleti kapu